# Nattens Datter III
|  | Denne artikel er oprettet af botten PalnaBot ud fra en ekstern database. Den kan derfor have sproglige fejl eller mangler. Denne skabelon kan fjernes efter kontrol af indholdet. |

Nattens Datter III er en film fra 1917 instrueret af Kay van der Aa Kühle efter manuskript af Richard Lund.